# Luana Rebechy
Luana Rebechy Gonçalves (Contagem, 26 de julio de 1998) es una jugadora profesional de voleibol brasileña, que juega en la posición de armadora. Desde la temporada 2019/2020 juega para el equipo Maringá/Amavolei.

## Palmarés

### Clubes
Campeonato Sudamericano de Clubes:
- 2018, 2019

Campeonato de Brasil:
- 2019
- 2018

Copa de Brasil:
- 2019[2]